# Biblioteca nacional Vernadsky de Ucrania
La Biblioteca nacional Vernadsky de Ucrania (en ucraniano: Національна бібліотека України імені В.І. Вернадського) es la biblioteca principal y centro académico más importante para la información científica en Ucrania, y una de las más grandes bibliotecas nacionales del mundo. Se encuentra ubicada en la capital del país en la ciudad de Kiev. La biblioteca contiene alrededor de 15 millones de elementos. Esta colección única incluye libros, revistas, publicaciones periódicas, mapas, partituras, materiales de bellas artes, manuscritos, libros impresos raros e incunables, periódicos y documentos de materiales no tradicionales.